# .ao
.ao（源自安哥拉共和国国名——葡萄牙語：中单词“Angola”的缩写“Ago”）是互联网域名系统中为安哥拉共和国开设的國家及地區頂級域。

## 简介
安哥拉于加入联合国教科文组织在1992年创立的非洲区域信息社会网络。
1995年6月，在美国火奴鲁鲁举办的INET'95交流会上，来自安哥拉的相关人员交换意见，决定注册.ao域。
并于1996年8月28日正式通过里斯本大学高等理工学院和葡萄牙国家科学计算基金会（FCCN）连接至互联网，是当时非洲仅有的三个接入互联网的国家之一。
1997年，.ao根域开始托管在FCCN，并正式接受注册。

## 二级域
安哥拉共有六个两位字符二级域，分别使用不同需求。
| 序号 | 名称  | 用途                                 | 备注                               |
| ---- | ----- | ------------------------------------ | ---------------------------------- |
| 1    | co.ao | 在安哥拉开展业务的商业机构           | 曾仅限安哥拉本土企业注册，现已开放 |
| 2    | ed.ao | 安哥拉境内教育机构                   |                                    |
| 3    | gv.ao | 安哥拉境内政府机构                   |                                    |
| 4    | it.ao | 与安哥拉相关或为之提供服务的国际机构 |                                    |
| 5    | og.ao | 安哥拉境内其他机构                   |                                    |
| 6    | pb.ao | 安哥拉境内出版机构                   | 没有发现任何使用该二级域名的网站   |

## 外部連結
- DNS Angola官方网站（页面存档备份，存于）（.co.ao和.it.ao域唯一注册商）（英文）
- 谷歌搜索返回的.ao域名运行情况 （页面存档备份，存于）（英文）
- CO.AO和IT.AO域名注册条款和条件1.1版（页面存档备份，存于）（英文）